# Цон (станция)
Цон — железнодорожная станция примыкающих однопутных тепловозных линий Орёл — Брянск, расположена на юге города Орла.
Станция относится к Орловско-Курскому региону Московской железной дороги.